# Leszek Redzimski
Leszek Andrzej Redzimski (ur. 25 grudnia 1961 w Łęgu) – polski polityk, nauczyciel i samorządowiec, poseł na Sejm VI kadencji.

## Życiorys
Ukończył Szkołę Podstawową w Łęgu, Liceum Ogólnokształcące w Czersku, a w 1985 studia magisterskie w zakresie socjologii na Wydziale Nauk Społecznych Uniwersytetu im. Adama Mickiewicza w Poznaniu. Odbył również studia podyplomowe w zakresie informatyki dla nauczycieli, historii i nauki o społeczeństwie.
Od 1985 do 1987 pracował jako nauczyciel w SP w Łęgu, a następnie w SP w Lichnowach, gdzie w 1999 objął stanowisko dyrektora. Został też wykładowcą socjologii i teorii społeczeństwa obywatelskiego na Politechnice Koszalińskiej oraz na PWSH „Pomerania” w Chojnicach.
Działał w Partii Centrum, a w 2006 przystąpił do Platformy Obywatelskiej i został jej przewodniczącym w powiecie chojnickim. W wyborach w 2006 i 2010 z listy tej partii był wybierany na radnego powiatu chojnickiego. W III kadencji samorządu pełnił funkcję członka zarządu powiatu.
W wyborach w 2007 bez powodzenia startował do Sejmu w okręgu gdyńskim z listy Platformy Obywatelskiej. W 2010 zadeklarował objęcie mandatu poselskiego w miejsce Witolda Namyślaka. Ślubowanie poselskie złożył 14 grudnia 2010. W wyborach w 2011 nie uzyskał reelekcji. W 2014 w wyniku wyborów samorządowych powrócił do rady powiatu, a w 2015 ponownie wystartował z ramienia PO do Sejmu. W wyborach w 2018 bezskutecznie kandydował na burmistrza Chojnic i do chojnickiej rady miejskiej z własnego komitetu. W 2024 ubiegał się natomiast o mandat radnego powiatu.